# Apple I
Епл 1 (енгл. Apple I), створен 1975—1976. године, је био први рачунар фирме Епл Компјутер и један од првих личних рачунара у историји. Прототип је састављен у гаражи Стива Џобса, а дизајнер је био Стив Вознијак.
Епл I је био први лични рачунар са уношењем података преко тастатуре и излазом на монитор (телевизор). Ранији модели кућних рачунара су користили прекидаче као уређаје за унос података и ЛЕД диоде за показиваче, као Алтаир 8800 на примјер.
Рачунар се продавао по цијени од 666,66 долара (што је навело неке да критикују Епл због „ђаволског“ броја) и био је базиран на МОС 6502 микропроцесору.

## Детаљни подаци
Детаљнији подаци о рачунару Apple 1 су дати у табели испод.
|                       |                                   |
| Епл 1                 |                                   |
| Произвођач            | Епл                               |
| Тип                   | кућни рачунар                     |
| Меморија              | 8                                 |
| Поријекло             | Сједињене Америчке Државе         |
| Година                | 1976                              |
| Тастатура             | без тастатуре (засебно продавана) |
| Процесор              | 6502                              |
| Фреквенција процесора | 1                                 |
| RAM                   | 8                                 |
| ROM                   | 256 бајтова                       |
| Текст                 | 40 x 24                           |
| Графика               | Нема                              |
| Боја                  | Нема                              |
| Звук                  | Нема                              |
| Димензије             | 330 / 280 / 92 / 3,6              |
| Портови               |                                   |
| Оперативни систем     | [[]]                              |